# Brabham BT59
Pour les articles homonymes, voir Brabham.
Chronologie des modèles (1990)
Brabham BT58 Brabham BT59Y
La Brabham BT59 est une monoplace de Formule 1 engagée par l'écurie britannique Brabham Racing Organisation dans le cadre du championnat du monde de Formule 1 1990, à partir du Grand Prix de Saint-Marin, troisième manche de la saison. Elle est pilotée par l'Australien David Brabham, qui fait ses débuts dans la discipline, et l'Italien Stefano Modena, qui effectue sa seconde saison au sein de l'écurie britannique.

## Historique
La BT59 fait sa première apparition lors Grand Prix de Saint-Marin 1990, la troisième épreuve du championnat. Elle se distingue de sa devancière, la BT58, par un poids allégé et un empattement allongé. Elle conserve cependant son ancien train arrière, le temps pour Sergio Rinland, le directeur technique, de concevoir une nouvelle boîte de vitesses. C'est à partir de ce Grand Prix qu'est engagé l'Australien David Brabham, fils cadet de Jack Brabham, le fondateur de l'écurie.
Après quatre premiers Grands Prix anonymes, la BT59 bénéficie de sa nouvelle transmission transversale et d'un nouveau train arrière à partir du Grand Prix de France, mais seul Stefano Modena, le premier pilote en bénéfice, avant d'être également mise à disposition de Brabham à partir de l'épreuve suivante, en Grande-Bretagne,. C'est lors de cette manche que David Brabham franchit l’arrivée pour la première et dernière fois de la saison, l'Australien terminant quinzième, derrière son équipier, classé treizième. Néanmoins, cette nouvelle boîte de vitesses ne donne pas satisfaction et est remplacée par une transmission longitudinale classique pour le dernier Grand Prix de la saison, disputé en Australie.
Au terme d'un championnat lors duquel David Brabham, fortement dominé par son équipier, échoue régulièrement à se qualifier et subit de nombreux problèmes de fiabilité en course, l'écurie britannique annonce lors du Grand Prix du Japon le remplacement du pilote australien par Martin Brundle, qui est en outre chargé de mener les essais de la Brabham BT59Y de 1991, dont le moteur V8 Yamaha est présenté à Suzuka,.
À l'issue de la saison, Brabham Racing Organisation termine dixième du championnat du monde des constructeurs avec deux points, marqués par Stefano Modena, classé seizième du championnat du monde des pilotes.

## Résultats en championnat du monde de Formule 1
| Saison | Écurie                    | Moteur     | Pneus   | Pilotes        | Courses | Courses | Courses | Courses | Courses | Courses | Courses | Courses | Courses | Courses | Courses | Courses | Courses | Courses | Courses | Courses | Points inscrits | Classement |
| Saison | Écurie                    | Moteur     | Pneus   | Pilotes        | 1       | 2       | 3       | 4       | 5       | 6       | 7       | 8       | 9       | 10      | 11      | 12      | 13      | 14      | 15      | 16      | Points inscrits | Classement |
| ------ | ------------------------- | ---------- | ------- | -------------- | ------- | ------- | ------- | ------- | ------- | ------- | ------- | ------- | ------- | ------- | ------- | ------- | ------- | ------- | ------- | ------- | --------------- | ---------- |
| 1990   | Motor Racing Developments | Judd EV V8 | Pirelli |                | USA     | BRÉ     | SMR     | MON     | CAN     | MEX     | FRA     | GBR     | ALL     | HON     | BEL     | ITA     | POR     | ESP     | JAP     | AUS     | 2*              | 10e        |
| 1990   | Motor Racing Developments | Judd EV V8 | Pirelli | David Brabham  |         |         | Nq      | Abd     | Nq      | Abd     | 15e     | Nq      | Abd     | Nq      | Abd     | Nq      | Abd     | Nq      | Abd     | Abd     | 2*              | 10e        |
| 1990   | Motor Racing Developments | Judd EV V8 | Pirelli | Stefano Modena |         |         | Abd     | Abd     | 7e      | 11e     | 13e     | 9e      | Abd     | Abd     | 17e     | Abd     | Abd     | Abd     | Abd     | 12e     | 2*              | 10e        |

Légende : ici 

* 2 points marqués avec la Brabham BT58.